# Olympische Sommerspiele 2008/Leichtathletik – 5000 m (Männer)

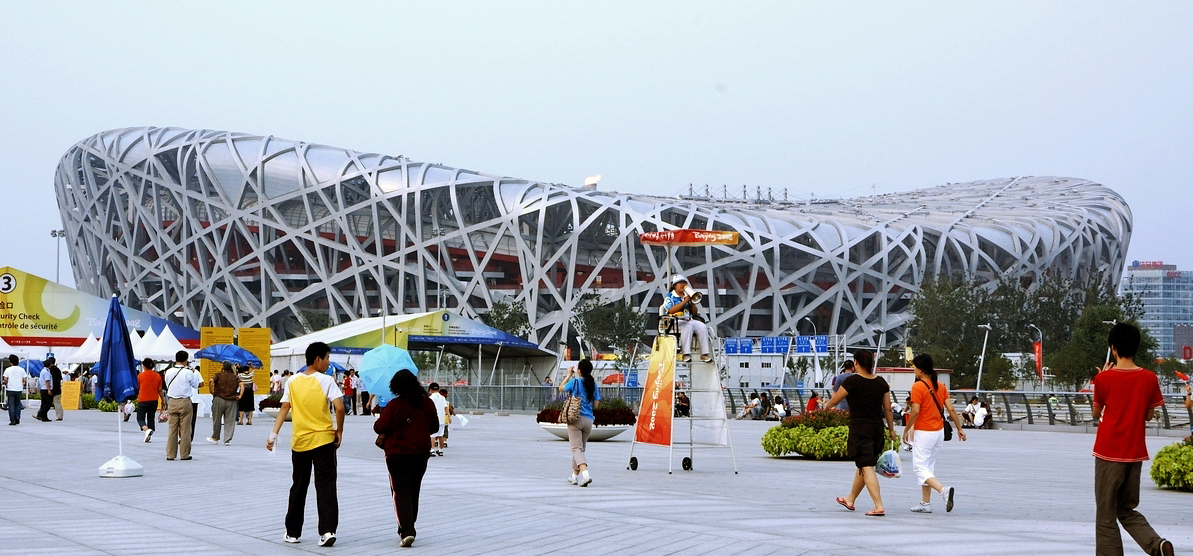
Das Vogelnest – Olympiastadion von Peking

Der 5000-Meter-Lauf der Männer bei den Olympischen Spielen 2008 in Peking wurde am 20. und 23. August 2008 im Nationalstadion Peking ausgetragen. 43 Athleten nahmen daran teil.
Olympiasieger wurde der Äthiopier Kenenisa Bekele. Die weiteren Medaillen gingen an zwei kenianische Läufer, Silber an Eliud Kipchoge und Bronze an Edwin Cheruiyot Soi. Wie über 800 und 10.000 Meter sowie im Marathonlauf gab es ausschließlich afrikanische Medaillengewinner.

## Aktuelle Titelträger
| Olympiasieger 2004                      | Hicham El Guerrouj ( Marokko)        | 13:14,39 min | Athen 2004          |
| Weltmeister 2007                        | Bernard Lagat ( Kenia)               | 13:45,87 min | Ōsaka 2007          |
| Europameister 2006                      | Jesús España ( Spanien)              | 13:44,70 min | Göteborg 2006       |
| Panamerikanischer Meister 2007          | Ed Moran ( USA)                      | 13:25,60 min | Rio de Janeiro 2007 |
| Zentralamerika- und Karibikmeister 2008 | Jhon Tello ( Kolumbien)              | 14:21,21 min | Cali 2008           |
| Südamerikameister 2007                  | Javier Alexander Guarín ( Kolumbien) | 13:51,19 min | São Paulo 2007      |
| Asienmeister 2007                       | Felix Kibore ( Katar)                | 14:07,12 min | Amman 2007          |
| Afrikameister 2008                      | Kenenisa Bekele ( Äthiopien)         | 13:49,67 min | Addis Abeba 2008    |
| Ozeanienmeister 2008                    | Brendan Whelan ( Australien)         | 16:02,19 min | Saipan 2008         |

## Rekorde

### Bestehende Rekorde
| Weltrekord         | 12:37,35 min | Kenenisa Bekele ( Äthiopien) | Hengelo, Niederlande       | 31. Mai 2004    |
| Olympischer Rekord | 13:05,59 min | Saïd Aouita ( Marokko)       | Finale OS Los Angeles, USA | 11. August 1984 |

### Rekordverbesserung
Der äthiopische Olympiasieger Kenenisa Bekele verbesserte den bestehenden olympischen Rekord im Finale am 23. August um 7,77 Sekunden auf 12:57,82 min. Damit unterbot er als erster Läufer bei Olympischen Spielen die 13-Minuten-Marke. Zu seinem eigenen Weltrekord fehlten ihm 20,47 Sekunden.

## Vorläufe
Es fanden drei Vorläufe statt. Die jeweils vier ersten (hellblau unterlegt) sowie die drei zeitschnellsten Athleten (hellgrün unterlegt) qualifizierten sich dabei für das Finale.

### Vorlauf 1

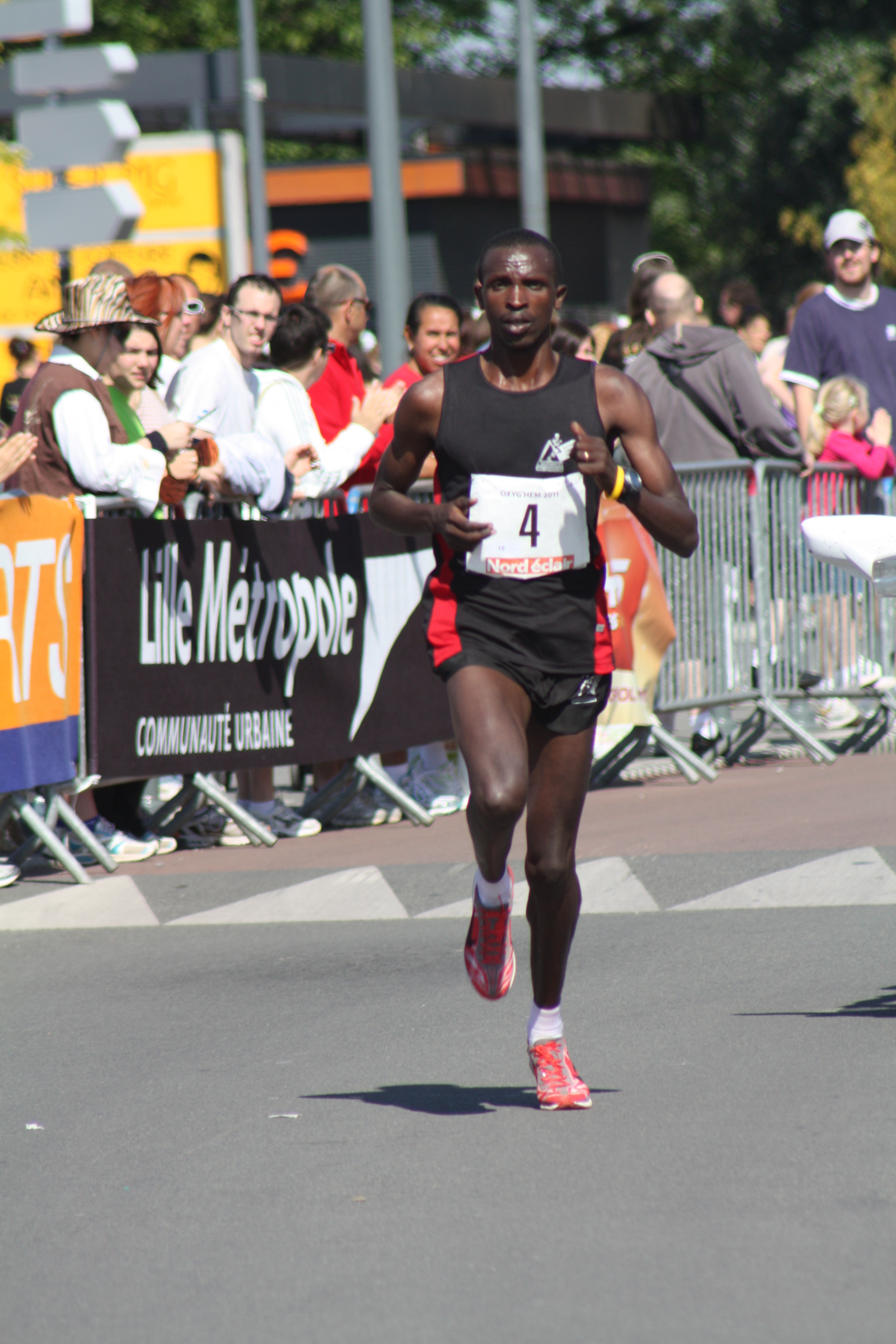
Sultan Khamis Zaman – ausgeschieden als Zwölfter des ersten Vorlaufs

20. August 2008, 20:15 Uhr
| Platz | Name                 | Nation     | Zeit         |
| ----- | -------------------- | ---------- | ------------ |
| 01    | Matthew Tegenkamp    | USA        | 13:37,36 min |
| 02    | Eliud Kipchoge       | Kenia      | 13:37,50 min |
| 03    | Tariku Bekele        | Äthiopien  | 13:37,63 min |
| 04    | Kidane Tadasse       | Eritrea    | 13:37,72 min |
| 05    | Alemayehu Bezabeh    | Spanien    | 13:37,88 min |
| 06    | Alistair Ian Cragg   | Irland     | 13:38,57 min |
| 07    | Juan Luis Barrios    | Mexiko     | 13:42,39 min |
| 08    | Anis Selmouni        | Marokko    | 13:43,70 min |
| 09    | Aadam Ismaeel Khamis | Bahrain    | 13:44,76 min |
| 10    | Collis Birmingham    | Australien | 13:44,90 min |
| 11    | Geofrey Kusuro       | Uganda     | 13:50,50 min |
| 12    | Sultan Khamis Zaman  | Katar      | 13:53,38 min |
| 13    | Takayuki Matsumiya   | Japan      | 14:20,24 min |
| 14    | Soe Min Thu          | Myanmar    | 15:50,56 min |

### Vorlauf 2

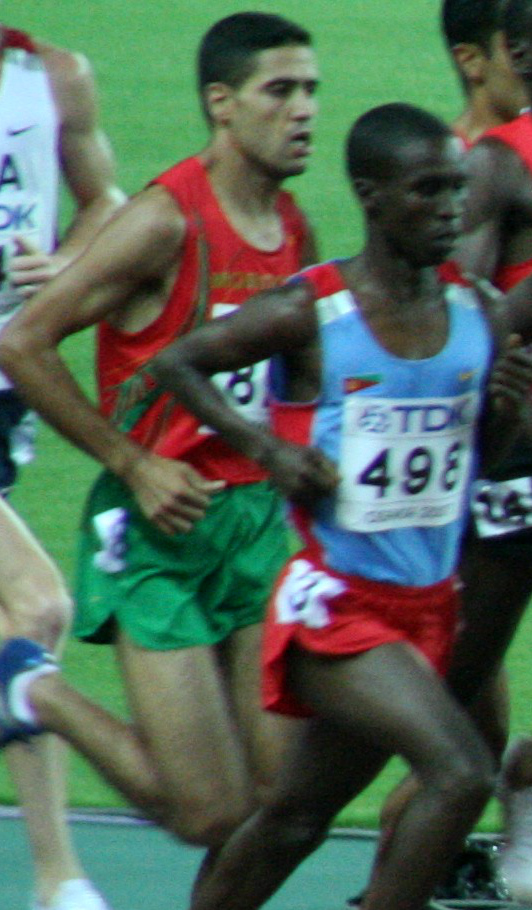
Zweiter Vorlauf: Ali Abdalla (rechts) – ausgeschieden als Fünfter Mourad Marofit (links) – ausgeschieden als Achter
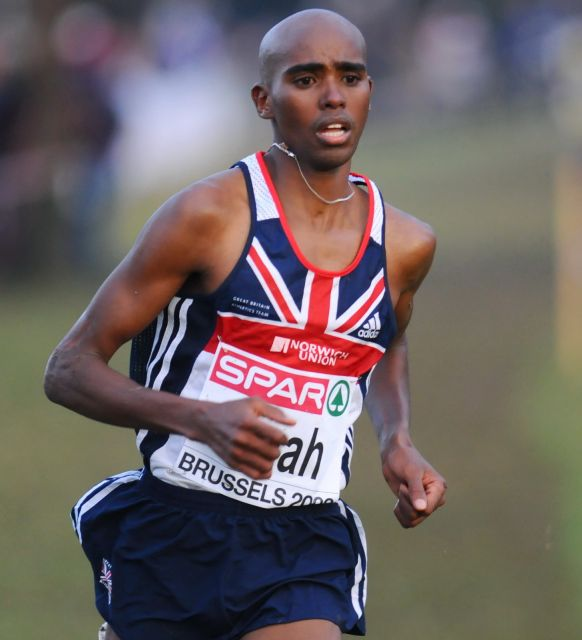
Der später so erfolgreiche Brite Mo Farah schied aus als Sechster des zweiten Vorlaufs

20. August 2008, 20:35 Uhr
| Platz | Name                 | Nation         | Zeit         |
| ----- | -------------------- | -------------- | ------------ |
| 01    | Edwin Cheruiyot Soi  | Kenia          | 13:46,41 min |
| 02    | Moses Ndiema Kipsiro | Uganda         | 13:46,58 min |
| 03    | Abreham Cherkos      | Äthiopien      | 13:47,60 min |
| 04    | Jesús España         | Spanien        | 13:48,88 min |
| 05    | Ali Abdalla          | Eritrea        | 13:49,68 min |
| 06    | Mo Farah             | Großbritannien | 13:50,95 min |
| 07    | Adrian Blincoe       | Neuseeland     | 13:55,27 min |
| 08    | Mourad Marofit       | Marokko        | 14:00,76 min |
| 09    | Ian Dobson           | USA            | 14:05,47 min |
| 10    | Tonny Wamulwa        | Sambia         | 14:06,96 min |
| 11    | Kevin Sullivan       | Kanada         | 14:09,16 min |
| 12    | Ali Saïdi-Sief       | Algerien       | 14:15,00 min |
| 13    | Nader al-Masri       | Palästina      | 14:41,10 min |
| DNS   | Rashid Ramzi         | Bahrain        |              |

### Vorlauf 3
20. August 2008, 20:55 Uhr
| Platz | Name                    | Nation        | Zeit         |
| ----- | ----------------------- | ------------- | ------------ |
| 01    | Bernard Lagat           | USA           | 13:39,70 min |
| 02    | James Kwalia            | Katar         | 13:39,96 min |
| 03    | Kenenisa Bekele         | Äthiopien     | 13:40,13 min |
| 04    | Thomas Pkemei Longosiwa | Kenia         | 13:41,30 min |
| 05    | Craig Mottram           | Australien    | 13:44,39 min |
| 06    | Mukhlid al-Otaibi       | Saudi-Arabien | 13:47,00 min |
| 07    | Kensuke Takezawa        | Japan         | 13:49,42 min |
| 08    | Monder Rizki            | Belgien       | 13:54,41 min |
| 09    | Alberto García          | Spanien       | 13:58,20 min |
| 10    | Philippe Bandi          | Schweiz       | 13:59,68 min |
| 11    | Abdelaziz El Idrissi    | Marokko       | 14:04,30 min |
| 12    | Abdinasir Said Ibrahim  | Somalia       | 14:21,58 min |
| DNS   | Selim Bayrak            | Türkei        |              |
| DNS   | Hasan Mahboob           | Bahrain       |              |
| DNS   | David Galván            | Mexiko        |              |

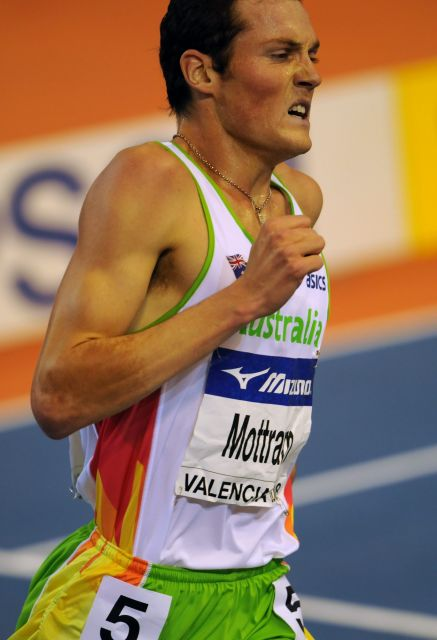
Craig Mottram – ausgeschieden als Fünfter des zweiten Vorlaufs

Weitere im dritten Vorlauf ausgeschiedene Läufer:

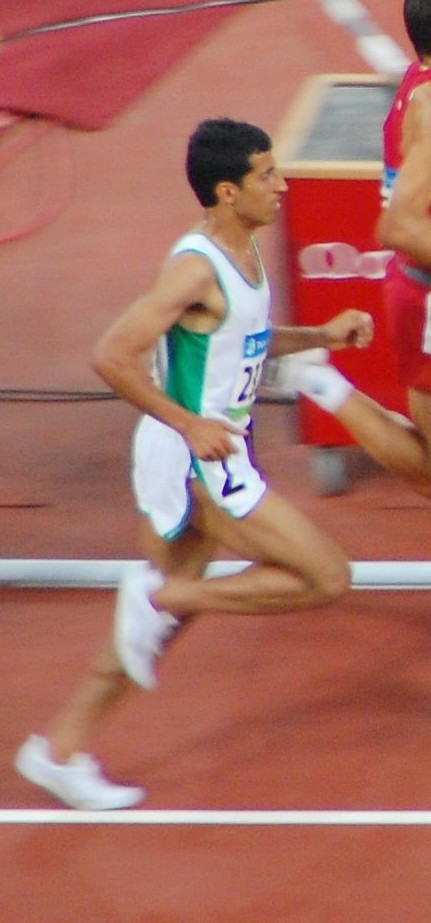
Mukhlid al-Otaibi – Rang sehs
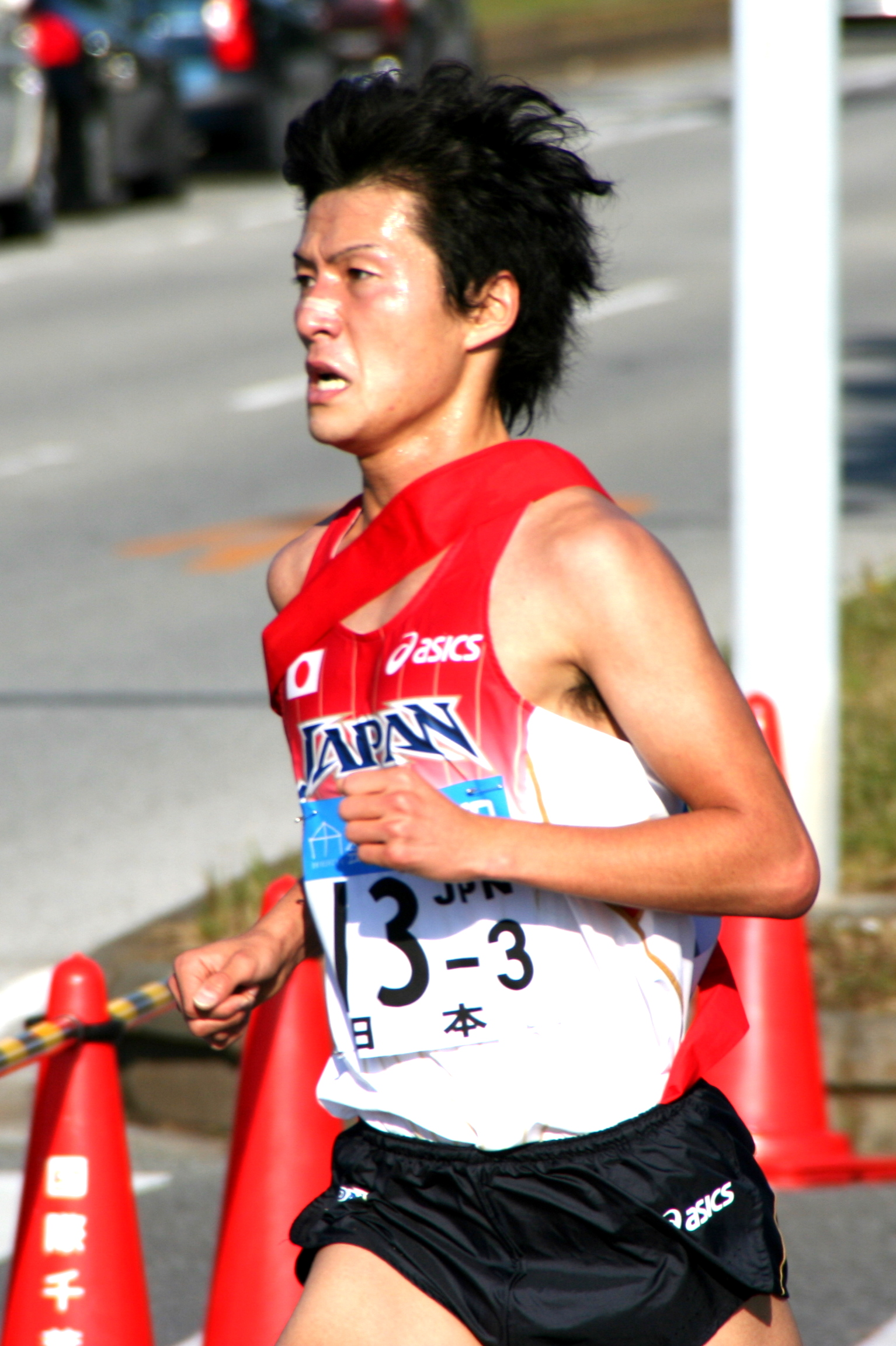
Kensuke Takezawa – Rang sieben
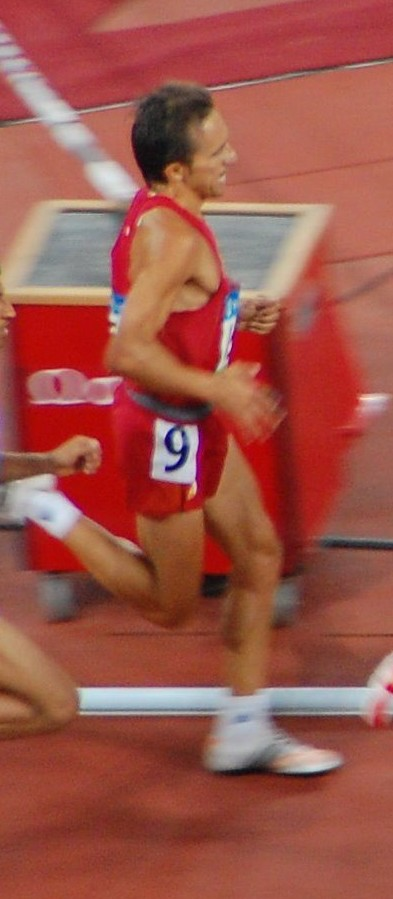
Alberto García – Rang zehn
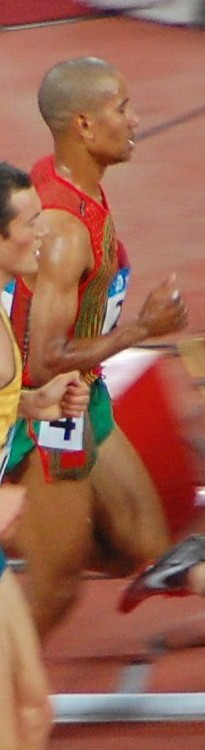
Abdelaziz El Idrissi – Rang elf

## Finale
23. August 2008, 20:10 Uhr
| Zwischenzeiten      | Zwischenzeiten | Zwischenzeiten                                       | Zwischenzeiten |
| Zwischenzeit- Marke | Zwischenzeit   | Führende(r)                                          | 1000-m-Zeit    |
| ------------------- | -------------- | ---------------------------------------------------- | -------------- |
| 1000 m              | 2:45,49 min    | Tariku Bekele vor dem geschlossenen Feld             | 2:45,49 min    |
| 2000 m              | 5:22,29 min    | Tariku Bekele vor dem geschlossenen Feld             | 2:36,80 min    |
| 3000 m              | 8:00,85 min    | Kenenisa Bekele vor einer großen Spitzengruppe       | 2:38,56 min    |
| 4000 m              | 10:32,52 min   | Kenenisa Bekele vor einer vierköpfigen Spitzengruppe | 2:31,67 min    |
| 5000 m              | 12:57,82 min   | Kenenisa Bekele                                      | 2:25,30 min    |

| Platz | Name                    | Nation    | Zeit         | Anmerkung |
| ----- | ----------------------- | --------- | ------------ | --------- |
| 01    | Kenenisa Bekele         | Äthiopien | 12:57,82 min | OR        |
| 02    | Eliud Kipchoge          | Kenia     | 13:02,80 min |           |
| 03    | Edwin Cheruiyot Soi     | Kenia     | 13:06,22 min |           |
| 04    | Moses Ndiema Kipsiro    | Uganda    | 13:10,56 min |           |
| 05    | Abreham Cherkos         | Äthiopien | 13:16,46 min |           |
| 06    | Tariku Bekele           | Äthiopien | 13:19,06 min |           |
| 07    | Juan Luis Barrios       | Mexiko    | 13:19,79 min |           |
| 08    | James Kwalia            | Katar     | 13:23,48 min |           |
| 09    | Bernard Lagat           | USA       | 13:26,89 min |           |
| 10    | Kidane Tadasse          | Eritrea   | 13:28,40 min |           |
| 11    | Alemayehu Bezabeh       | Spanien   | 13:30,48 min |           |
| 12    | Thomas Pkemei Longosiwa | Kenia     | 13:31,34 min |           |
| 13    | Matthew Tegenkamp       | USA       | 13:33,13 min |           |
| 14    | Jesús España            | Spanien   | 13:55,94 min |           |
| DNF   | Alistair Ian Cragg      | Irland    |              |           |

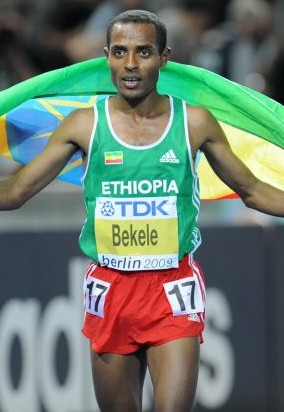
Überlegener Sieg für Kenenisa Bekele

Favoriten für diesen Wettbewerb waren vor allem Weltrekordler Kenenisa Bekele, der sechs Tage zuvor bereits Olympiasieger über 10.000 Meter geworden war, und der US-amerikanische Weltmeister Bernard Lagat, der allerdings über 1500 Meter ebenfalls als Weltmeister schon im Halbfinale ausgeschieden war. Das Favoritenfeld kam in erster Linie aus Afrika. Große Erwartungen hatten der kenianische Vizeweltmeister Eliud Kipchoge und der WM-Dritte Moses Ndiema Kipsiro aus Uganda. Zum erweiterten Kreis der Athleten mit guten Aussichten auf vordere Platzierungen gehörten der US-amerikanische WM-Vierte Matthew Tegenkamp und Kenenisa Bekeles Bruder Tariku als WM-Fünfter.
Das Rennen wurde sehr zügig angegangen – erster Kilometer in 2:45,49 min. Vorne liefen die drei Äthiopier Tariku Bekele, sein Bruder Kenenisa und Abreham Cherkos. Es folgten der Ire Alistair Ian Cragg und mit ihm das noch geschlossene Feld. Anschließend wurde das Tempo noch einmal richtig verschärft, der zweite Kilometer wurde in 2:36,80 min gelaufen. Noch blieb das Feld zusammen mit den drei Äthiopiern an der Spitze. Cragg wurde jetzt nach hinten durchgereicht und gab das Rennen später auf. Bei dreitausend Metern – dritter Kilometer: 2:38,56 min – zog sich das Feld mehr und mehr auseinander. Kenenisa Bekele nahm jetzt das Heft in die Hand und riss eine kleine Lücke zu den Verfolgern, doch der Kenianer Thomas Pkemei Longosiwa schloss wieder auf. Ihm folgten zunächst noch die beiden Äthiopier mit weiteren Läufern. Eine Runde weiter hatte sich eine sechsköpfige Spitzengruppe gebildet, die ein paar hundert Meter später zur Fünfergruppe wurde bestehend aus K. Bekele, den beiden Kenianern Kipchoge und Edwin Cheruiyot Soi, dem Weltmeister Lagat sowie Kepsiro. K. Bekele forcierte in führender Position weiter, auch Lagat musste jetzt abreißen lassen. Für den vierten Kilometer benötigte die nun noch vierköpfige Spitzengruppe 2:31,67 min. In der folgenden Runde bekam auch Kipsiro Probleme und vorne lagen mit K. Bekele, der immer schneller wurde, sowie den beiden Kenianern Kipchoge und Soi nur noch drei Läufer. Am Ende setzte sich Kenenisa Bekele weit von seinen Gegnern ab und gewann ganz souverän dieses Rennen vor Eliud Kipchoge und Edwin Cheruiyot Soi. Die letzte Runde legte der Olympiasieger in 53,5 s zurück – genauso schnell wie Asbel Kiprop als der Sieger über 1500 Meter. Vierter wurde Moses Ndiema Kipsiro vor den beiden Äthiopiern Abreham Cherkos und Tariku Bekele. Bester Nichtafrikaner war auf Rang sieben der Mexikaner Juan Luis Barrios. Unter den ersten Zehn befanden sich sieben afrikanische Läufer aus Äthiopien, Kenia, Uganda, und Eritrea. Außerdem waren in den Top Ten zwei in Kenia geborene Läufer, die aber für außerafrikanische Länder (Katar bzw. USA) an den Start gingen.
Erstmals blieb der Sieger des olympischen Finales über 5000 Meter unter dreizehn Minuten. Auch der zweitplatzierte Eliud Kipchoge war schneller als Saïd Aouita bei dessen Olympiarekord von 1984.
Es war die zweite Goldmedaille für Kenenisa Bekele, der hier im Finale zusammen mit seinem jüngeren Bruder Tariku gelaufen war. Sechs Tage zuvor hatte Kenenisa Bekele auch das Rennen über 10.000 Meter gewonnen. Nach dem Finnen Paavo Nurmi (1920 – 10.000 m/1924 – 5000 m), dem Tschechoslowaken Emil Zátopek (1952 – 5000 und 10.000 m), dem Finnen Lasse Virén (1972 – 5000 und 10.000 m/1976 – 5000 und 10.000 m) und dem Äthiopier Miruts Yifter (1980 – 5000 und 10.000 m) war Bekele der fünfte Athlet, der über beide Bahnlangstrecken Olympiasieger wurde und der Vierte nach Zátopek, Virén und Yifter, dem ein Doppelerfolg auf diesen Distanzen bei denselben Spielen gelang. Virén hatte dies sogar zweimal zustande gebracht.

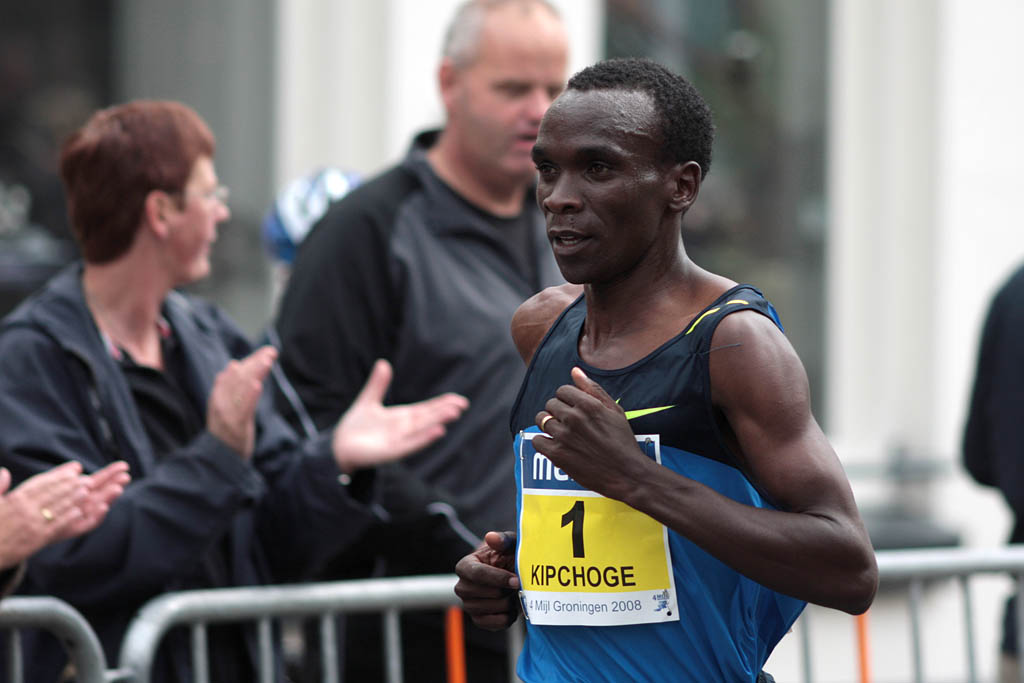
Silbermedaillengewinner Eliud Kipchoge
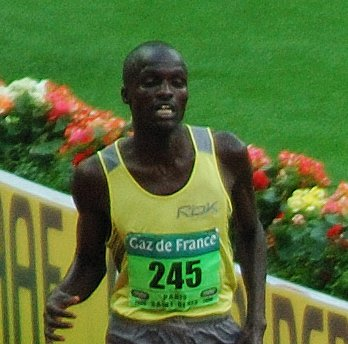
Bronze für Edwin Cheruiyot Soi
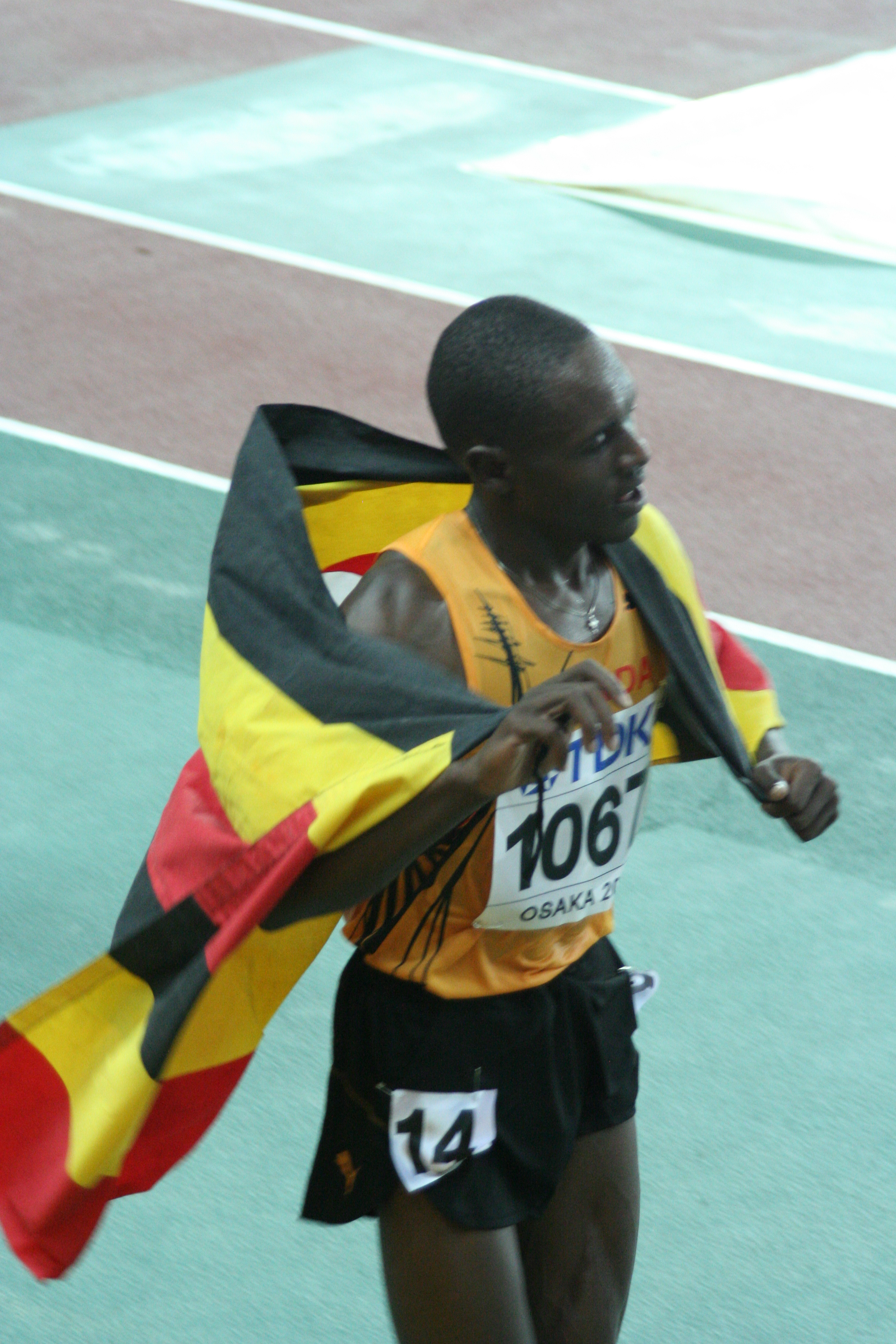
Der viertplatzierte Moses Ndiema Kipsiro
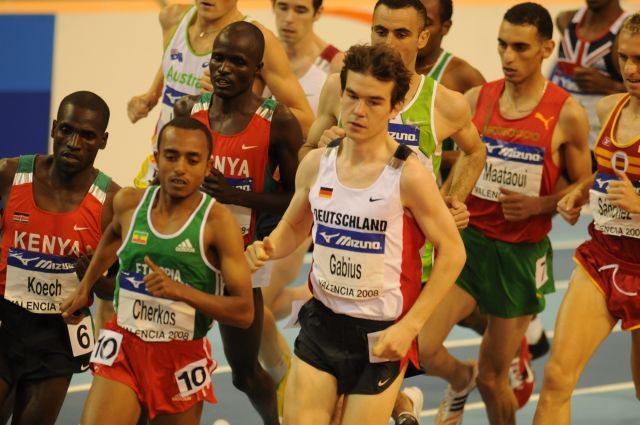
Abreham Cherkos (hier in führender Position eines Hallenrennens) – Rang fünf
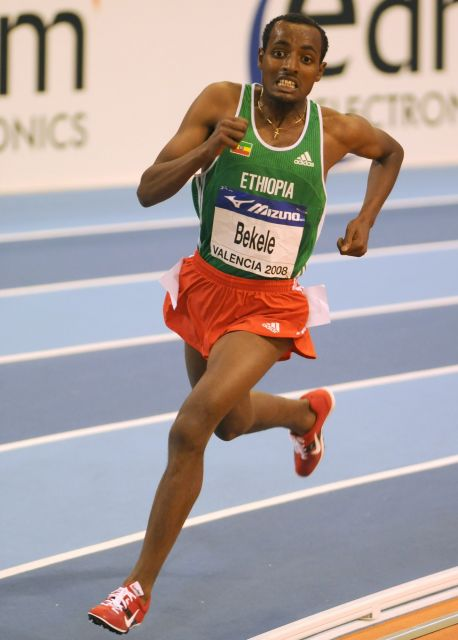
Tariku Bekele, Bruder des Siegers, belegte Rang sechs
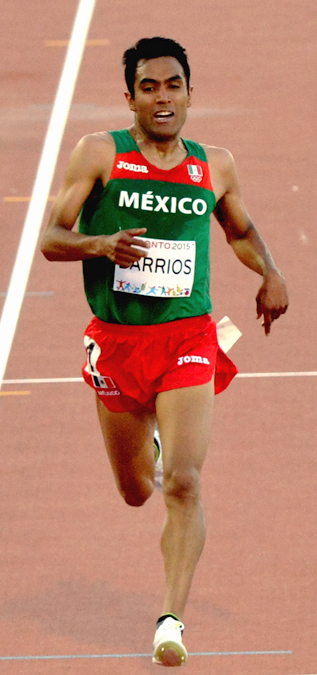
Juan Luis Barrios – Rang sieben
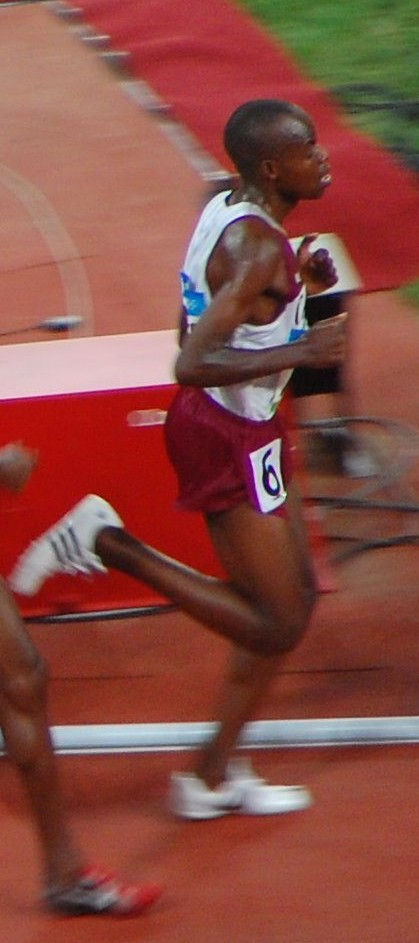
Rang acht für James Kwalia C'Kurui
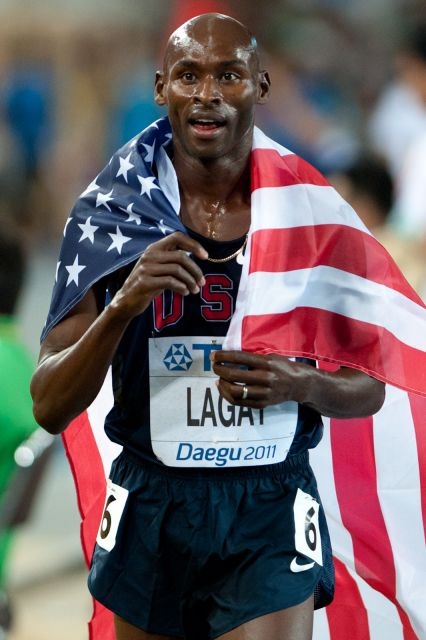
Bernard Lagat erreichte Platz neun
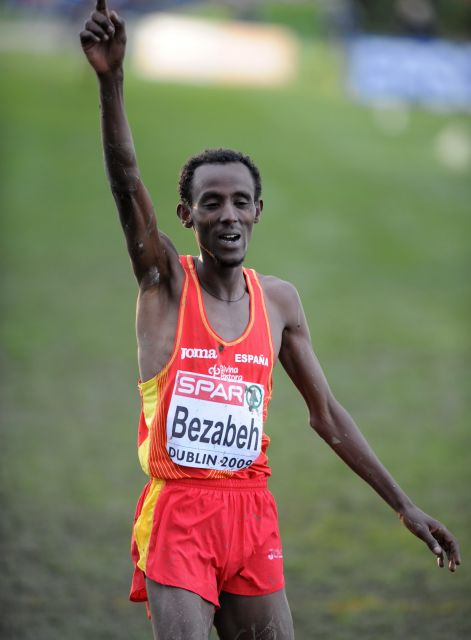
Alemayehu Bezabeh kam auf den elften Platz
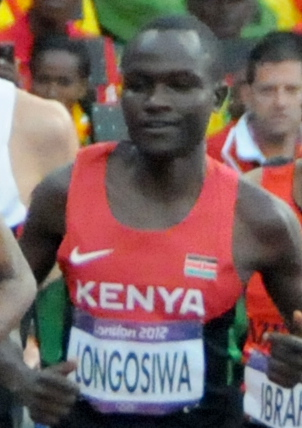
Thomas Pkemei Longosiwa – Rang zwölf
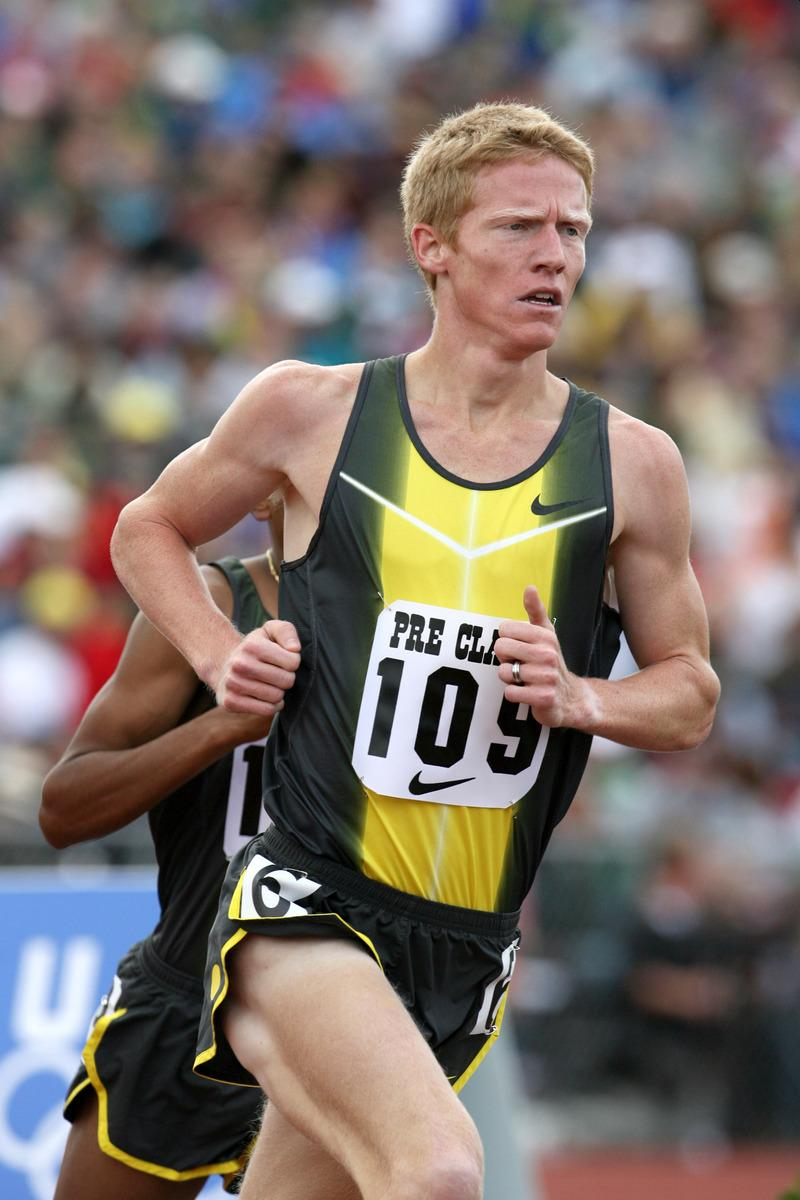
Matthew Tegenkamp wurde Dreizehnter
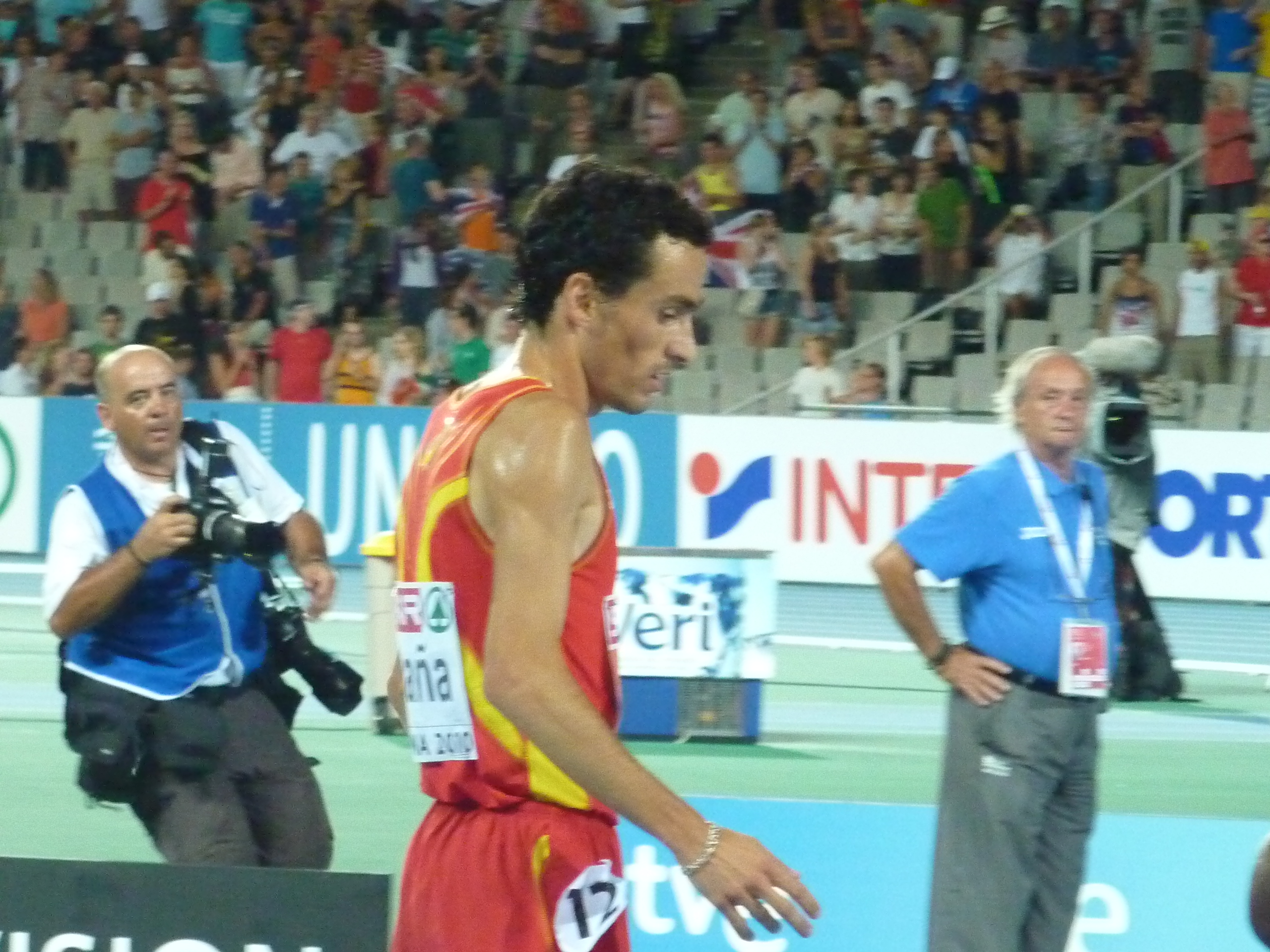
Platz vierzehn für Jesús España
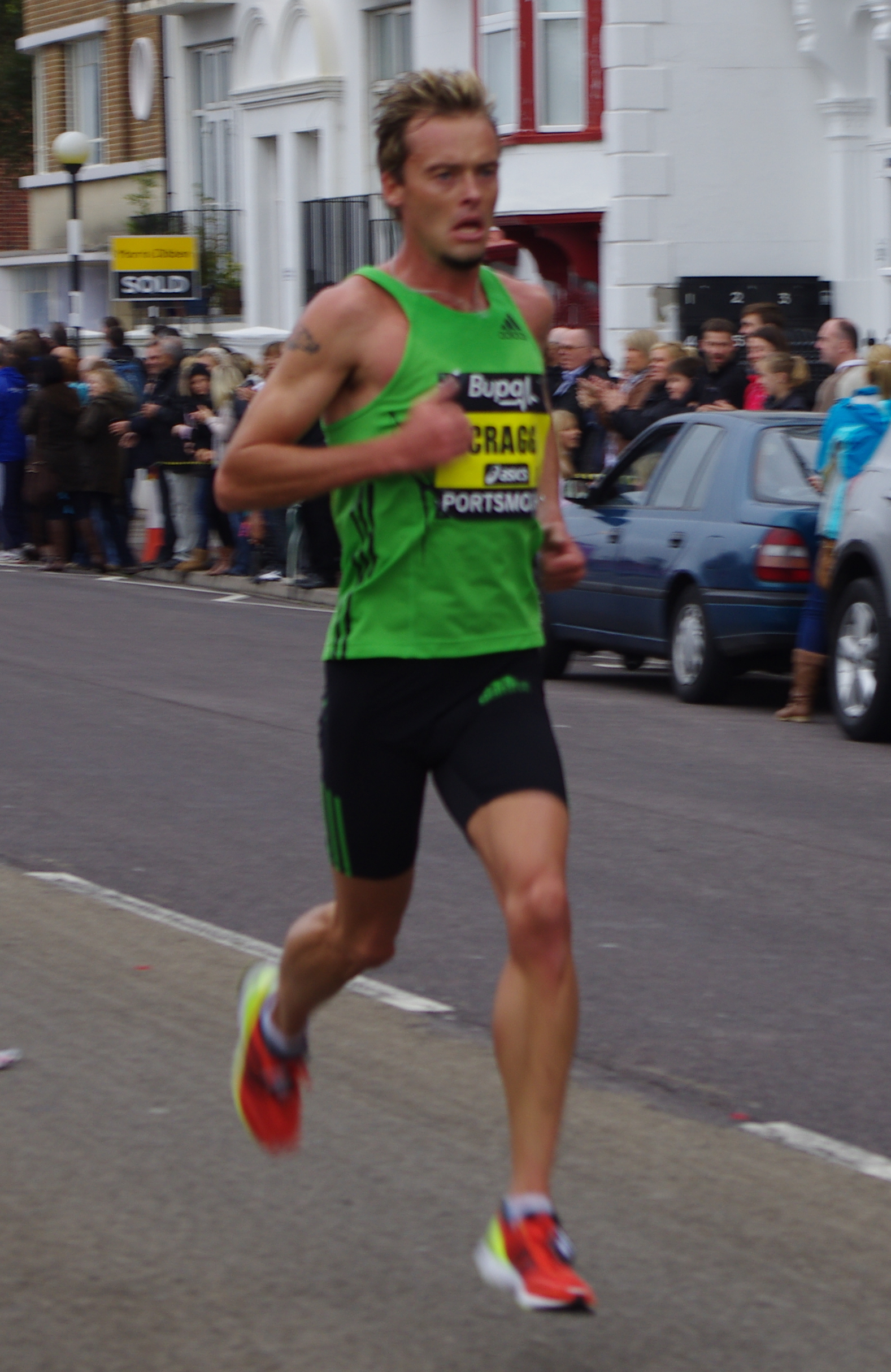
Alistair Ian Cragg konnte sein Finalrennen nicht beenden

## Videolinks
- Kenenisa Bekele - 5000m Final 2008, youtube.com, abgerufen am 4. März 2022
- 5000m Final Beijing 2008 Kenenisa Bekele Full, youtube.com, abgerufen am 31. Mai 2018